# Tommy Primorac
Tomislav „Tommy“ Primorac (* 8. Oktober 1983 in Ludwigshafen) ist ein deutscher Influencer, Immobilieninvestor- und vermittler, der als Immo Tommy bekannt ist. Er betreibt unter anderem den TikTok-Kanal immo.tommy.
Nach einer Untersuchung der Wirtschaftsschule HHL Leipzig Graduate School of Management gemeinsam mit der Fachhochschule St. Pölten in Österreich zählt er zu den drei einflussreichsten deutschsprachigen Influencern im Bereich der Finanzen und führt die Liste an.

## Karriere
Im Jahr 2014 gründete er die Facebook-Seite „Unser Stuttgart“, um zu zeigen, was seine Heimatstadt alles zu bieten habe. Die Seite hatte schon bald 100.000 Abonnenten und Primorac war daraufhin Vollzeit für die Seite aktiv.
Probleme mit Geschäftspartnern und zu häufige Namensänderungen brachten ihn dazu, mit Citywoo im Jahr 2016 eine eigene Plattform zu erstellen.
Ebenfalls 2016 begann Primorac mit dem Investment in Immobilien. Im Jahr 2020 startete Primorac den TikTok-Channel immo.tommy und den gleichnamigen Instagram-Kanal. Auch auf YouTube ist Primorac als immo tommy aktiv.
Auf seinen Social-Media-Kanälen gibt er Tipps zum Kauf von vermieteten Immobilien und zu allgemeinen Finanzthemen. Markantes Detail vieler seiner Videos ist die Tatsache, dass sich Tommy selbst interviewt.
Auf TikTok folgten Immo Tommy im August 2024 1,1 Millionen Menschen, auf Instagram 877.000. Primorac bezeichnet sich selbst als „Europas größter Immobilien-Influencer“. Auch Medien greifen die Bezeichnung auf. Laut eigenen Angaben arbeiten 17 Vermittler für ihn. 2022 hätten sie 163 Wohnungen mit einem Transaktionsvolumen von 300 Millionen Euro vermittelt. Dies habe 16,7 Millionen Euro Provisionen eingebracht, die zur Hälfte an ihn gegangen. Primorac firmiert als Einzelunternehmer, sodass sich seine Angaben nicht überprüfen lassen.

## Kritik
Nach Recherchen des Magazins Der Spiegel und des Norddeutschen Rundfunks sei für eine Reihe von Käufern die Investition „zum Debakel“ geworden. Es bestünden Zweifel am Wert erworbener Objekte, Kreditverträge dokumentierten „haarsträubende Finanzierungskonstrukte“. Ferner gäbe es „hohe und intransparente Zahlungen der Käufer an […] Immo Tommy“.
Die Verbraucherzentrale Hamburg bemängelt nach Durchsicht mehrerer Finanzierungsverträgen von Immo-Tommy-Kunden, die Käufer seien insgesamt „über den Tisch gezogen und abgezockt“ worden. Alle verdienten an den Verträgen, nur nicht die Käufer. Das Geschäft sei unter dem Strich „für die Kunden eine Katastrophe“. Viele seiner Kunden sind im Nachhinein frustriert und fühlen sich von ihm hintergangen.

## Privates
Tommy Primorac wuchs als Sohn einer alleinerziehenden kroatischen Gastarbeiterin in Stuttgart auf. Der gelernte Einzelhandelskaufmann organisierte in seiner Jugend unter anderem Konzerte sowie Motto- und Konzeptpartys.